# Mark Catesby

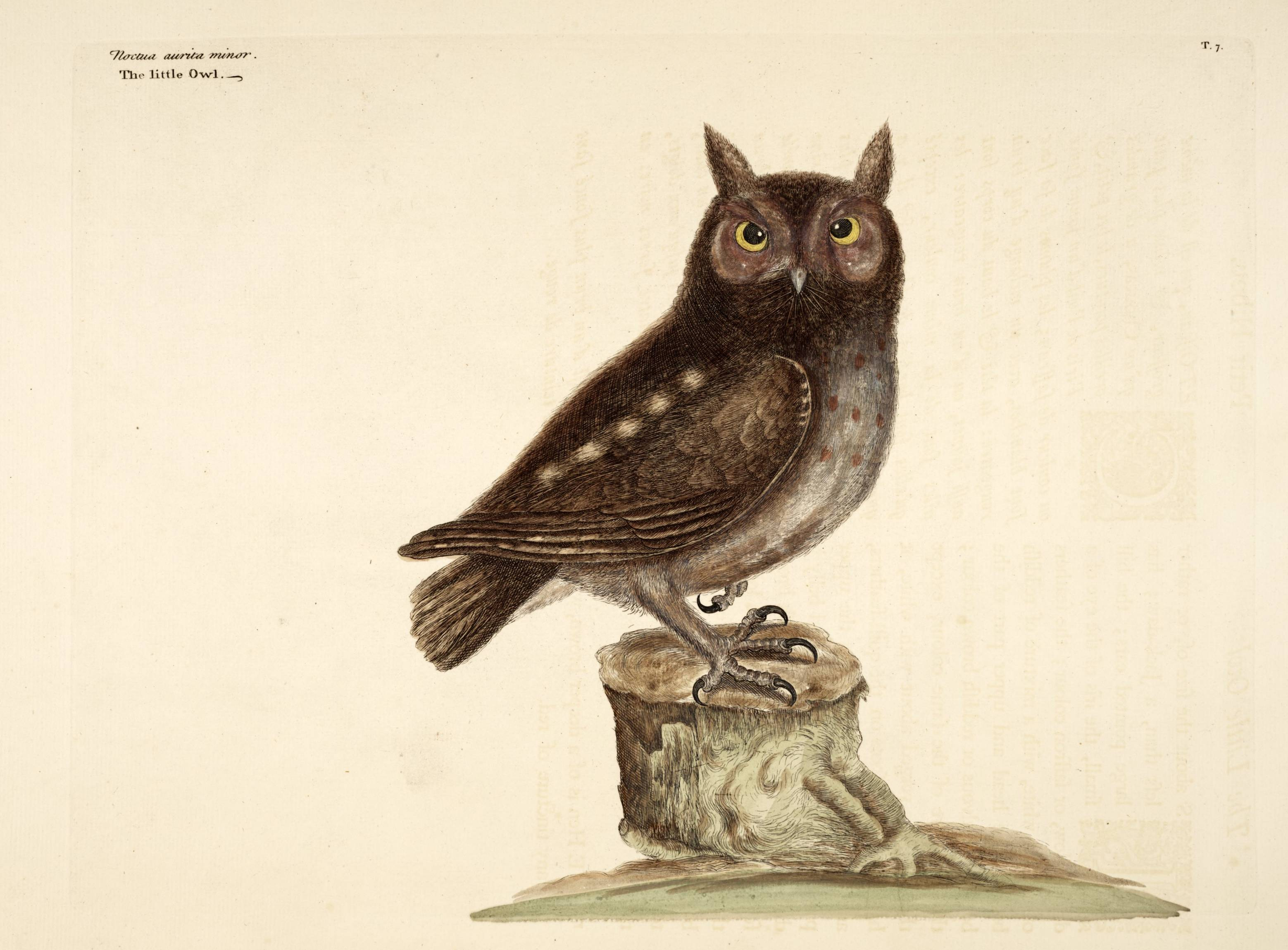
Plaat 7 uit Natural History of Carolina vol. 1, de schreeuwuil (Megascops asio), een van de platen zonder achtergrond

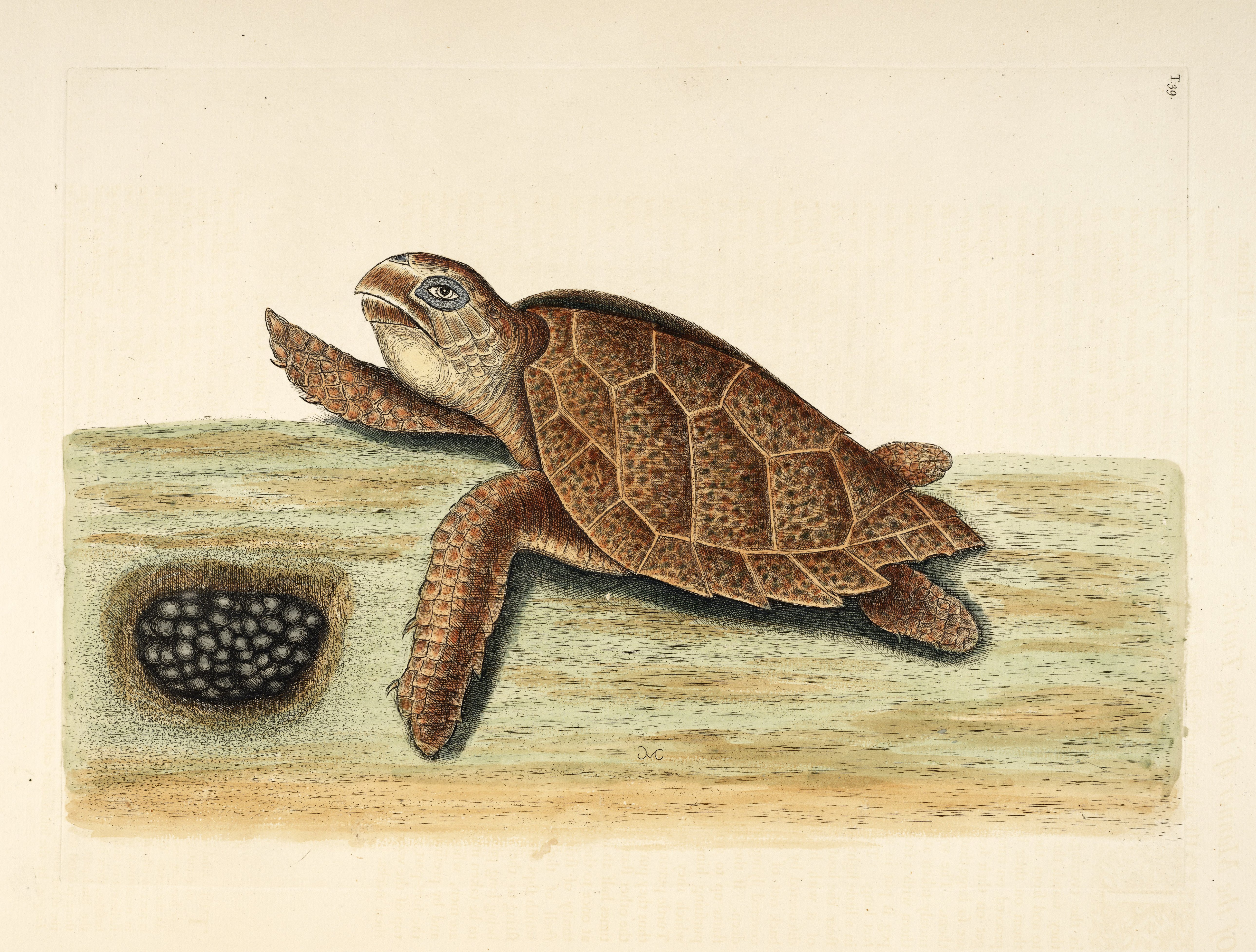
Plaat 39 uit Natural History of Carolina vol. 2, de karetschildpad

Mark Catesby (Sudbury, 24 maart 1682 - Londen, 23 december 1749)
was een Engels natuuronderzoeker, tekenaar en ontdekkingsreiziger.

## Biografie
Catesby werd geboren op 24 maart, waarschijnlijk in 1682, en werd gedoopt in Castle Hedingham in Essex. Zijn vader, John Catesby, was advocaat en herenboer. Zijn moeder was Elizabeth Jekyll Catesby van Hedingham Castle. De familie had een boerderij en huis, Holgate, in Sudbury, Sussex. Over Catesby's jeugd is bijna niets bekend. Een ontmoeting met John Ray (jaar onbekend), via zijn oom Nicholas Jeckyll, leidde ertoe dat Catesby geïnteresseerd raakte in de levende natuur. De dood van zijn vader, in 1706, leverde hem een erfenis op waar hij van kon leven. Hij studeerde natuurlijke historie in Londen voordat hij in 1712 een tijd naar z'n zuster, Elizabeth Catesby Cocke, in Williamsburg, Virginia ging. Elizabeth was de echtgenote van William Cocke, die in Virginia een functie in het koloniale bestuur had gehad en minister was geweest. Catesby arriveerde op 23 april 1712 en Cocke bracht hem in contact met invloedrijke mensen in Virginia, waaronder William Byrd, die hem later ook bij zijn tweede reis steun verleende. Catesby verbleef hoofdzakelijk in Williamsburg en maakte van daaruit reizen naar de verre omgeving, maar in 1714 bracht hij ook een uitgebreid bezoek aan de Caraïben. Uiteindelijk vertrok hij in 1719 weer naar Engeland.
Terug in Engeland besteedde Catesby het grootste deel van zijn tijd aan het ordenen van zijn collectie meegebrachte planten. Hij had gedurende zijn verblijf in Amerika al zaden en botanische specimens verzameld en opgestuurd naar Samuel Dale, die hem de beginselen van de botanie had bijgebracht, en naar Thomas Fairchild (1667-1729), een kweker in Hoxton. Dat had hem in Engeland enige naamsbekendheid opgeleverd onder botanici, met name Hans Sloane (1660-1753) en William Sherard. Naar verluidt was zijn collectie de beste die ooit naar Engeland was gebracht. Een aanzienlijk deel van zijn specimens belandde uiteindelijk in de verzameling van Hans Sloane, die aan de basis stond van het British Museum. Vóór die tijd kregen veel soorten een wetenschappelijke naam van William Sherard. Die laatste beval hem in 1722 ook aan voor een expeditie om in Carolina planten te gaan verzamelen in opdracht van de Royal Society.
Catesby vertrok daarop voor de tweede keer naar Amerika, waar hij op 23 mei 1722 arriveerde, en vestigde zich voor een tijdje in Charleston. Van daaruit bezocht hij andere delen van oostelijk Noord-Amerika en opnieuw de Caraïben, waar hij planten en vogels verzamelde maar ook veel soorten naar het leven schetste. Veel van het materiaal dat hij verzamelde stuurde hij dit keer direct naar Hans Sloane. In 1726 keerde hij weer in Engeland terug.
De volgende zeventien jaar spendeerde hij aan het uitbrengen van zijn Natural History. De publicatie daarvan was geen risicoloze onderneming. De helft van het werk bestond uit platen op folio-formaat die na het drukken met de hand moesten worden ingekleurd, wat een arbeidsintensief en kostbaar proces was. Bovendien was de afname van een eerste oplaag niet verzekerd. Van Peter Collinson, een Fellow of the Royal Society en een quaker, kreeg hij voor de publicatie een renteloze lening. Hij leerde om zelf kopergravures te maken en, op enkele platen van Georg Dionysius Ehret, en een aantal platen met de initialen "JvG" in deel 2 na, zijn alle platen in het werk van zijn hand. De eerste acht platen, van vogels, hebben geen achtergrond maar daarna begon Catesby in veel platen van een dier ook een plantensoort af te beelden. Tegen het eind van deel 1 waren er nog ruim tien platen van vooral watervogels die alleen de vogel als onderwerp hadden. Deel 1 verscheen volgens de titelpagina in 1731 maar de laatste twintig platen verschenen volgens Stafleu & Cowan pas in 1732. Het werk was een succes en op 26 april 1733 werd Catesby als lid in de Royal Society gekozen. Deel 2 van het werk begon met eenendertig vissen, waarbij op een zestal ook nog een plant of een koraal was afgebeeld. Dan volgden wat crustacea, schildpadden en een hele serie slangen, waarbij in de meeste gevallen ook een plant was afgebeeld. De laatste veertig platen beeldden insecten en zoogdieren af, samen met een plant, of alleen een plant. Dit deel was af in 1743. Daarna verscheen nog een appendix van 20 platen, allemaal met een dubbel onderwerp, samengesteld aan de hand van materiaal dat hem door Amerikaanse vrienden, met name John Bartram, was toegestuurd. Die appendix was in 1747 af. Linnaeus nam veel van de informatie uit de Natural History over in zijn Species Plantarum (planten) en in de tiende druk van Systema Naturae (dieren). Het werk bleek een succes en er werden herdrukken gemaakt, ook in het buitenland, en zelfs een Duitse vertaling (Neurenberg, 1756).
Door zijn reizen van Noord naar Zuid en weer terug langs de Amerikaanse Oostkust en naar de Antillen, kreeg Catesby als een van de eersten een indruk van de vogeltrek. In 1747 hield hij daarover voor de Royal Society een lezing die veel weerlegde van het oude idee dat zomergasten zich in de winter in grotten, holen, spelonken of zelfs modder zouden verschuilen.
Catesby stierf in zijn huis in Old Street, Londen, op 23 december 1749, en liet een weduwe en twee kinderen achter.

## Werk

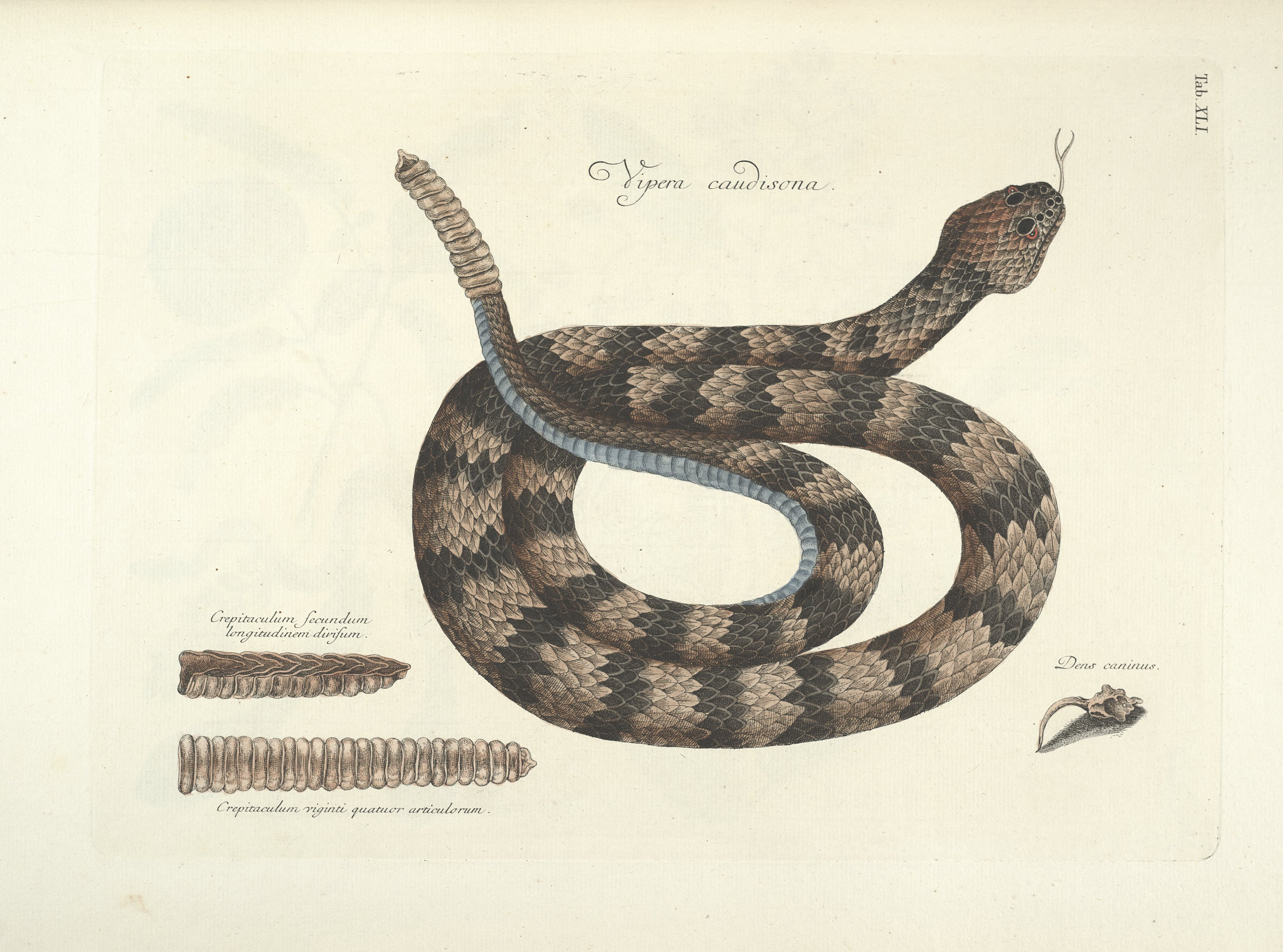
Plaat 41 uit Piscium, Serpentium, etc. de bosratelslang (Crotalus horridus)

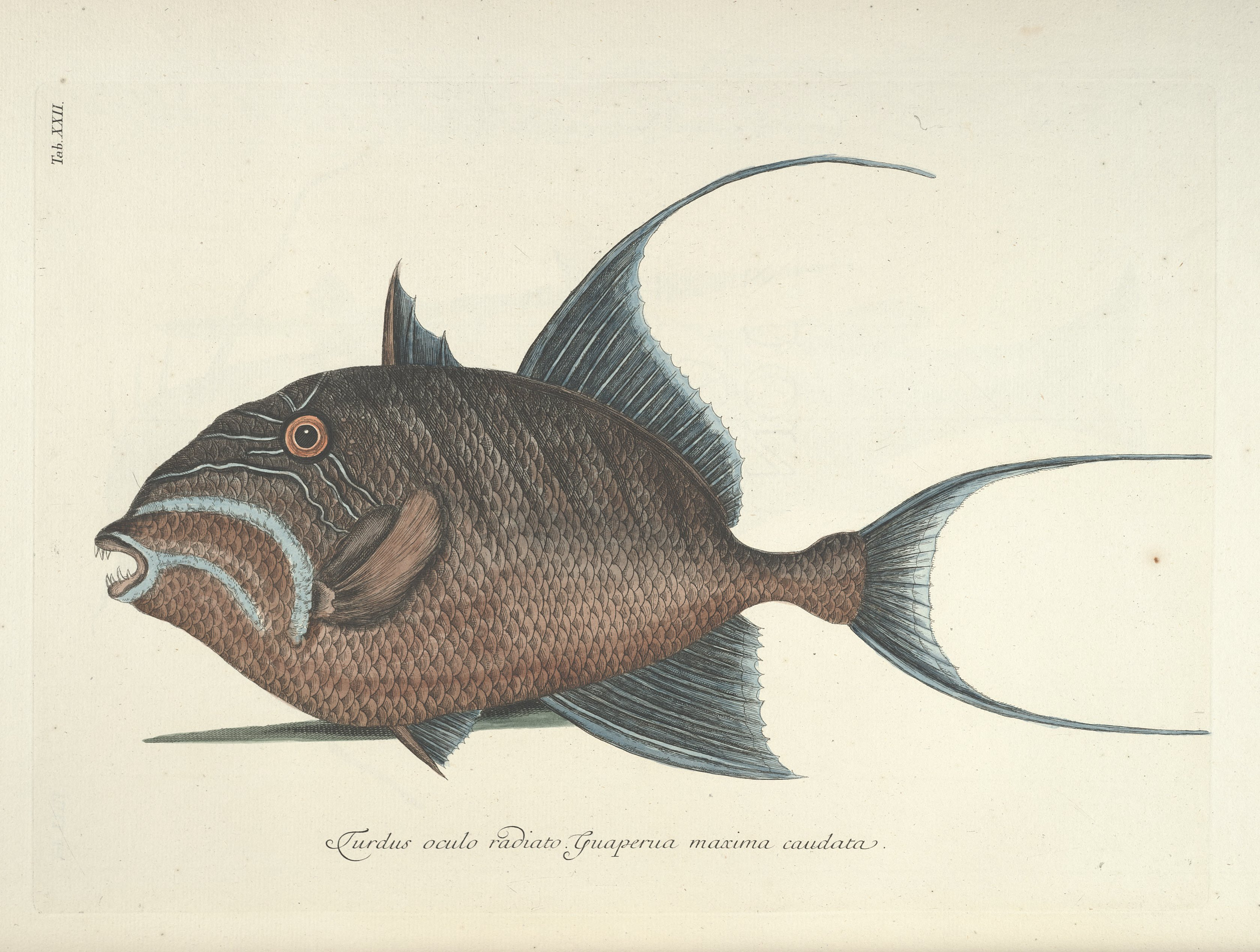
Plaat 22 uit Piscium Serpentium, etc. de koningstrekkervis (Balistes vetula)

- 1731-1747 The Natural History of Carolina, Florida and the Bahama islands: containing the figures of birds, beasts, fishes, serpents, insects, and plants: particularly the forest-trees, shrubs, and other plants, not hitherto described, or very incorrectly figured by authors. Together with their descriptions in English and French. To which, are added observations on the air, soil, and waters: with remarks upon agriculture, grain, pulse, roots, &c. To the whole, is prefixed a new and correct map of the countries treated. vols. 1-2, 1730-1747 (Londen);

Jaren van uitgave ("tt." staat voor "platen", die steeds in series van 20 gaan):
1(1-3): tt. 1-60. 1730; 1(4): tt. 61-80. 1731; 1(5): tt. 81-100. 1732;
2(6-7): tt. 1-40. 1734; 2(8): tt. 41-60. 1736; 2(9): tt. 61-80. 1738; 2(10): tt. 81-100. 1743;
App. tt. 1-20. 1747.
Scans van de eerste druk van The Natural History of Carolina
Deel 1 en appendix, Deel 2.
American Studies Programs at the University of Virginia.
In 1754 verscheen (in Londen) een herdruk, bewerkt door George Edwards, maar in essentie vrijwel gelijk aan de eerste druk.
Deel 1 en appendix, Deel 2.
In 1771 verscheen (in Londen) een derde, gewijzigde druk, waarin ook namen van Linnaeus zijn opgenomen.
Deel 1 en appendix, Deel 2[dode link].
- 1737 Hortus Britanno-Americanus, or a collection of 85 curious Trees and Shrubs, the production of North America, adapted to the Climate and Soil of Great Britain.

Tweede druk, 1767, als Hortus Europae Americanus
Tweede druk, 1767, als Hortus Europae Americanus
- 1750 Piscium, Serpentium, Insectorum aliorumque nonnullorum Animalium, nec non Plantarum quarundam, Imagines (Neurenberg), een postume uitgave, bestaande uit 109 platen (genummerd I - C en suppl. I - IX), zonder tekst. Dit zijn de platen uit deel 2 van de Natural History of Carolina, aangevuld met een selectie van negen platen uit de twintig platen van de Appendix, met een ander nummer suppl. 1 = app. 2; s.2 = a.4; s.3 = a.6; s.4 = a.7; s.5 = a.9; s.6 = a.11; s.7 = a.15; s.8 = a.17; s.9 = a.19.

## Eponiemie
Het geslacht Catesbaea (nu in de familie Rubiaceae) is door Linnaeus naar hem vernoemd.
Daarnaast dragen enkele tientallen plantensoorten een toenaam (epitheton) die naar hem verwijst. Enkele voorbeelden:
- Silene catesbaei Walter uit de Caryophyllaceae
- Calystegia catesbeiana Pursh uit de Convolvulaceae
- Cuttera catesbei Raf. uit de Gentianaceae
- Gymnobalanus catesbyanus Nees uit de Lauraceae
- Zanthoxylum catesbianum Raf. uit de Rutaceae

- Bibliothèque nationale de France: cb11895549g (data)
- Author citation (botany): Catesby
- Stuttgart Database of Scientific Illustrators 1450–1950: 924
- Gemeinsame Normdatei: 121217981
- International Standard Name Identifier: 0000 0001 1569 5974
- Library of Congress Control Number: n85046706
- Bibliotheek van het Japanse parlement: 00659368
- Nationale Bibliotheek van Tsjechië: mzk2009510128
- Nationale Bibliotheek van Israël: 987007444357305171
- Nederlandse Thesaurus van Auteursnamen: 167968971
- Réseau des bibliothèques de Suisse occidentale: 02-A003084035
- RKD-Nederlands Instituut voor Kunstgeschiedenis: 15938
- LIBRIS: 170232
- SNAC: w6r49w7b
- Système universitaire de documentation: 026772264
- Union List of Artist Names: 500024367
- Virtual International Authority File: 47612282
- WorldCat: E39PBJt8kyV9VfHhjTdjbd7j4q